# JA Kétou
El Jeunesse Athlétique Kétou es un equipo de fútbol de Benín que milita en la Liga 2 de Benín, la segunda categoría de fútbol en el país.

## Historia
Fue fundado en la ciudad de Pobè bajo el nombre JS Pobè y es el único club de la ciudad que ha estado en la Premier League de Benín, en la cual fue campeón en la temporada 2013. Otros de sus títulos han sido una copa nacional y un título de supercopa, ambos obtenidos en el año 2002.
En la temporada 2009 el club fue excluido de la Premier League de Benín luego de fallar en los formularios de participación en la liga que regían a partir de esa temporada.
El club retornó a la máxima categoría pero con el nombre JS Plateau en la temporada 2011, aunque esa temporada fue abandonada en abril por un conflicto sobre la cantidad de equipos en la liga.
A nivel internacional han participado en un torneo continental, en la Recopa Africana 2003, en el cual abandonaron el torneo en la primera ronda cuando iban a enfrentase al ES Sahel de Túnez
Luego de haber descendido de categoría en la temporada 2013/14, el club retornó a la Premier League de Benín, pero el club se mudó a la ciudad de Cotonú y cambió su nombre por el del JS Cotonou. En la temporada 2021/22 el club pasa a llamarse JA Kétou y desciende a la segunda categoría.

## Palmarés
- Premier League de Benín: 1

2013
- Copa de Benín: 1

2002
- Supercopa de Benín: 1

2002

## Participación en competiciones de la CAF
| Temporada | Torneo          | Ronda      | Club       | Casa  | Visita | Global |
| --------- | --------------- | ---------- | ---------- | ----- | ------ | ------ |
| 2003      | Recopa Africana | Preliminar | Akokana FC | 1-0   | 1-0    | 2-0    |
| 2003      | Recopa Africana | 1          | ES Sahel   | w.o.1 | w.o.1  | w.o.1  |

1- JS Pobè abandonó el torneo.

## Jugadores

### Jugadores destacados
- Wassiou Oladipupo
- Razak Omotoyossi